# Frog and Toad
Frog and Toad, Rana y Sapo, o Sapo y Sepo del artista Arnold Lobel se compone de cuatro libros que narran las aventuras de estos dos personajes. Cada libro acostumbra a componerse de cinco historias. Tanto las ilustraciones como el texto son obra de Arnold Lobel. Su autor nació en Los Angeles, California, en 1933 (falleció en 1987). Estudió en Nueva York y se casó con Anita, otra prestigiosa ilustradora. Con la serie Rana y Sapo se ha convertido en un clásico de la literatura infantil.
Existen varios vídeos animados de las aventuras de estos dos animales humanizados.
Los libros de Frog and Toad inspiraron un musical de Broadway, Un año con Frog and Toad.
Edad: Desde 6 años.

## Libros
- Rana y Sapo son amigos.
- Rana y Sapo, inseparables.

- Rana y Sapo, un año entero.
- Días con Rana y Sapo.

## Rana y Sapo son amigos
Rana y Sapo son grandes amigos que comparten muchas aventuras. Celebran la llegada de la primavera, se cuentan historias para sentirse mejor, ayudan a buscar un botón perdido, se escriben cartas y, por sobre todo, respetan sus diferencias individuales.
Páginas: 68.

## Rana y Sapo están juntos
Rana y Sapo son amigos inseparables, no saben vivir el uno sin el otro. Los dos juntos salen de paseo, cuidan el jardín, se reparten unas riquísimas galletas y viven emocionantes aventuras en la montaña y en el teatro.
Se compone de: Una lista; El jardín; Las galletas; Dragones y gigantes; Un sueño.
Páginas: 66.

## Rana y Sapo, un año entero
El libro se centra en la bella amistad entre Rana y Sapo y las cuatro estaciones del año.
Se compone de: Colina abajo; La esquina; El helado; La sorpresa; Nochebuena.
Páginas: 66.

## Días con Rana y Sapo
A Rana y Sapo, una vez más, se les ocurren las cosas más inesperadas: desde llenarse la cabeza de ideas para que a Sapo le quede a medida el sombrero que Rana le regaló el día de sus cumpleaños, hasta elevar una cometa a voces. Eso sí, ocurra lo que ocurra, la amistad de ambos es inquebrantable.
Se compone de: Mañana; La Cometa, Escalofríos; El sombrero; Solo.
Páginas: 68.

## Citas
-¡No puedo! -exclamó Sapo-. ¡No puedo hacer eso!
-¿Por qué? -preguntó Rana-
-Porque correr detrás de mi lista -explicó lloriqueando Sapo- no es una de las cosas que tengo escritas en mi lista de las cosas que tengo que hacer hoy.
Rana y Sapo están juntos.
Durante todo el día siguiente Sapo les cantó canciones a sus semillas. Y durante el otro día después del siguiente, Sapo leyó poesías a sus semillas. Y durante el día que siguió al otro después del siguiente, Sapo estuvo tocando música para sus semillas.
Rana y Sapo están juntos.